# Grup lliure

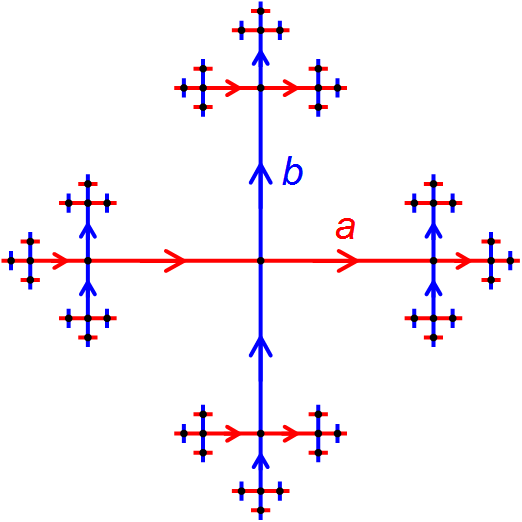
Diagrama il·lustratiu del graf de Cayley per al grup lliure sobre dos generadors. Cada vèrtex representa un element del grup lliure, i cada aresta representa la multiplicació per a o per b.

En matemàtiques, el grup lliure FS sobre un conjunt donat S consisteix en totes les expressions (també conegudes com a paraules o termes) que es poden construir a partir dels elements de S, considerant que dues expressions són diferents llevat que la seva igualtat sigui una conseqüència dels axiomes de grup (per exemple, st = suu−1t, però s ≠ t−1 per a s, t, u∈S). Hom diu que els elements de S són els generadors de FS.
Hom diu que un grup arbitrari G és lliure si és isomorf a FS per a algun subconjunt S de G, és a dir, si existeix un subconjunt S de G tal que tot element de G es pot escriure com un i només un producte d'una quantitat finita d'elements de S i els seus inversos (sense tenir en compte variacions trivials com st = suu−1t).
Un concepte relacionat, encara que diferent, és el de grup abelià lliure. Tots dos conceptes són casos particulars d'un objecte lliure en àlgebra universal.

## Història
Els grups lliures van sorgir inicialment en l'estudi de la geometria hiperbòlica, com a exemples dels grups fuchsians (grups discrets que actuen per isometries sobre el pla hiperbòlic). En una publicació de 1882, Walther von Dyck assegurà que aquests grups tenen les presentacions més simples possibles. El pioner en l'estudi algebraic dels grups lliures fou Jakob Nielsen qui, l'any 1924, els donà aquest nom i establí moltes de les seves propietats bàsiques. Max Dehn va establir-ne la connexió amb la topologia, i va obtenir la primera demostració del teorema de Nielsen-Schreier complet. Otto Schreier publicà una demostració algebraica d'aquest resultat l'any 1927, i Kurt Reidemeister va incloure un tractament sobre els grups lliures en el seu llibre de 1932 sobre topologia combinatòria. A final de la dècada del 1930, Wilhelm Magnus descobrí la connexió entre la sèrie central descendent dels grups lliures i les àlgebres de Lie lliures.

## Exemples
El grup (Z,+) dels enters és lliure; hom pot prendre S = {1}. A la demostració de la paradoxa de Banach-Tarski apareix un grup lliure, i se n'hi pot trobar la descripció.
D'altra banda, donat un grup finit no trivial, no pot ser lliure, ja que els elements d'un conjunt generador lliure d'un grup lliure tenen ordre infinit.
En topologia algebraica, el grup fonamental d'una rosa de k circumferències (un conjunt de k circumferències amb només un punt en comú) és el grup lliure sobre un conjunt de k elements.

## Construcció
Hom pot construir el grup lliure FS amb conjunt generador lliure S de la següent manera. S és un conjunt de símbols, i suposem que per a cada s de S hi ha el seu corresponent símbol "invers", s−1, en un conjunt S−1. Sigui T = S ∪ S−1, i definim una paraula de S que sigui un producte qualsevol escrit amb elements de T. És a dir, una paraula de S és un element del monoide generat per T. La paraula buida és la paraula sense cap símbol. Per exemple, si S = {a, b, c}, llavors T = {a, a−1, b, b−1, c, c−1}, i
{\displaystyle ab^{3}c^{-1}ca^{-1}c\,}
és una paraula de S.
Si un element de S està posicionat immediatament al costat del seu invers, hom pot simplificar la paraula, suprimint el parell {s, s−1}:
{\displaystyle ab^{3}c^{-1}ca^{-1}c\;\;\to \;\;ab^{3}{\cancel {c^{-1}c}}a^{-1}c\;\;\to \;\;ab^{3}\,a^{-1}c}.
Si una paraula no es pot simplificar, hom diu que està reduïda.
El grup lliure FS es defineix com el grup de totes les paraules reduïdes de S, i amb l'operació definida per la concatenació de paraules (seguida, si cal, de reduccions). L'element neutre és la paraula buida.
Hom diu que una paraula és cíclicament reduïda si les seves lletres inicial i final no són inverses l'una de l'altra. Tota paraula és conjugada a una paraula cíclicament reduïda, i una conjugada cíclicament reduïda d'una paraula cíclicament reduïda és una permutació cíclica de les lletres de la paraula. Per exemple, b−1abcb no és cíclicament reduïda, però és conjugada a abc, que és cíclicament reduïda. Les úniques conjugades cíclicament reduïdes de abc són abc, bca i cab.

## Propietat universal
El grup lliure FS és el grup universal generat pel conjunt S. Aquesta propietat es pot formalitzar mitjançant la següent propietat universal: donada una funció f de S en un grup G, existeix un únic homomorfisme φ: FS → G que fa que el següent diagrama sigui commutatiu (on l'aplicació sense etiquetar correspon a la inclusió de S dins FS):
És a dir, els homomorfismes FS → G estan en correspondència unívoca amb les funcions S → G. Per a un grup no lliure, la presència de relacions restringiria les possibles imatges dels generadors sota un homomorfisme.
Per veure la relació de les afirmacions anteriors amb la definició constructiva, cal pensar que l'aplicació de S en FS envia cada símbol a una paraula que consisteix d'aquest símbol. Per construir φ donada f, cal notar en primer lloc que φ envia la paraula buida a l'element neutre de G, i que ha de coincidir ambf pels elements de S. Per a la resta de paraules (les que consisteixen en més d'un símbol), φ es pot estendre de manera única perquè és un homomorfisme, és a dir, φ(ab) = φ(a) φ(b).
La propietat anterior caracteritza els grups lliures llevat d'isomorfisme, i de vegades s'utilitza com a definició alternativa. Es coneix com a la propietat universal dels grups lliures, i el conjunt generador S es coneix com a base de FS. La base d'un grup lliure no està determinada de manera única.
La caracterització per una propietat universal és una propietat estàndard dels objectes lliures en l'àlgebra universal. En el llenguatge de la teoria de categories, la construcció del grup lliure (similar a la majoria de construccions d'objectes lliures) és un functor de la categoria de conjunts en la categoria de grups. Aquest functor és adjunt esquerre al functor oblidadís de grups en conjunts.

## Resultats i teoremes
Algunes propietats dels grups lliures són una conseqüència immediata de la seva definició:
1. Tot grup G és la imatge homomòrfica d'algun grup lliure F(S). Sigui S un conjunt de generadors de G. L'aplicació natural f: F(S) → G és un epimorfisme, la qual cosa demostra la proposició. Equivalentment, G és isomorf a un grup quocient d'un cert grup lliure F(S). El nucli de φ és un conjunt de relacions de la presentació de G. Si hom pot escollir S que sigui finit, llavors hom diu que G és finitament generat.
2. Si S té més d'un element, llavors F(S) no és abelià, i de fet el centre de F(S) és trivial (és a dir, consisteix només de l'element neutre).
3. Dos grups lliures F(S) i F(T) són isomorfs si i només si S i T tenen la mateixa cardinalitat. Hom diu que aquesta cardinalitat és el rang del grup lliure F. Així, per a tot nombre cardinal k, existeix, llevat d'isomorfisme, exactun grup lliure de rang k.
4. Un grup lliure de rang finit n > 1 té una taxa de creixement exponencial d'ordre 2n − 1.

Altres resultats relacionats són:
1. El teorema de Nielsen-Schreier: tot subgrup d'un grup lliure és lliure.
2. Un grup lliure de rang k clarament té subgrups de rang inferior a k. Addicionalment, un grup lliure (no abelià) de rang igual o superior a 2 té subgrups de tots els rangs numerables.
3. El subgrup commutador d'un grup lliure de rang k > 1 té rang infinit; per exemple, per F(a,b), està lliurement generat pels commutadors [am, bn] per a m i n no nuls.
4. Qualsevol grup que actuï sobre un arbre, lliurement i conservant l'orientació, és un grup lliure de rang numerable (donat per 1 més la característica d'Euler del graf quocient).
5. El graf de Cayley d'un grup lliure de rang finit, respecte a un conjunt generador lliure, és un arbre sobre el qual el grup actua lliurement, conservant-ne l'orientació.

## Grup abelià lliure
El grup abelià lliure sobre un conjunt S es defineix mitjançant la seva propietat universal d'una forma anàloga, amb modificacions òbvies:
Considerem un parell (F, φ), on F és un grup abelià i φ: S → F és una funció. Hom diu que F és el grup abelià lliure sobre S respecte φ si, per a qualsevol grup abelià G i qualsevol funció ψ: S → G, existeix un únic homomorfisme f: F → G tal que
f(φ(s)) = ψ(s), per a tot s de S.
El grup abelià lliure sobre S es pot identificar explícitament com el grup lliure F(S) mòdul el subgrup generat pels seus commutadors, [F(S), F(S)], és a dir, la seva abelianització. En altres paraules, el grup abelià lliure sobre S és el conjunt de paraules que són diferents només llevat de l'ordre de les seves lletres. El rang d'un grup lliure es pot definir llavors com el rang de la seva abelianització com a grup abelià lliure.

## Problemes de Tarski
Vers 1945, Alfred Tarski plantejà la qüestió de si els grups lliures sobre dos o més generadors tenen la mateixa teoria de primer ordre, i si aquesta teoria és decidible. Sela 2006 va respondre la primera qüestió, mostrant que dos grups lliures no abelians qualssevol tenen la mateixa teoria de primer ordre, i Kharlampovich & Myasnikov 2006 va respondre ambdues qüestions, mostrant que aquesta teoria és decidible.
Un problema similar no resolt (a 2011) en teoria de probabilitat lliure planteja si les àlgebres de grup de von Neumann de dos grups lliures finitament generats no abelians qualssevol són isomorfs.